# 러그드 컴퓨터

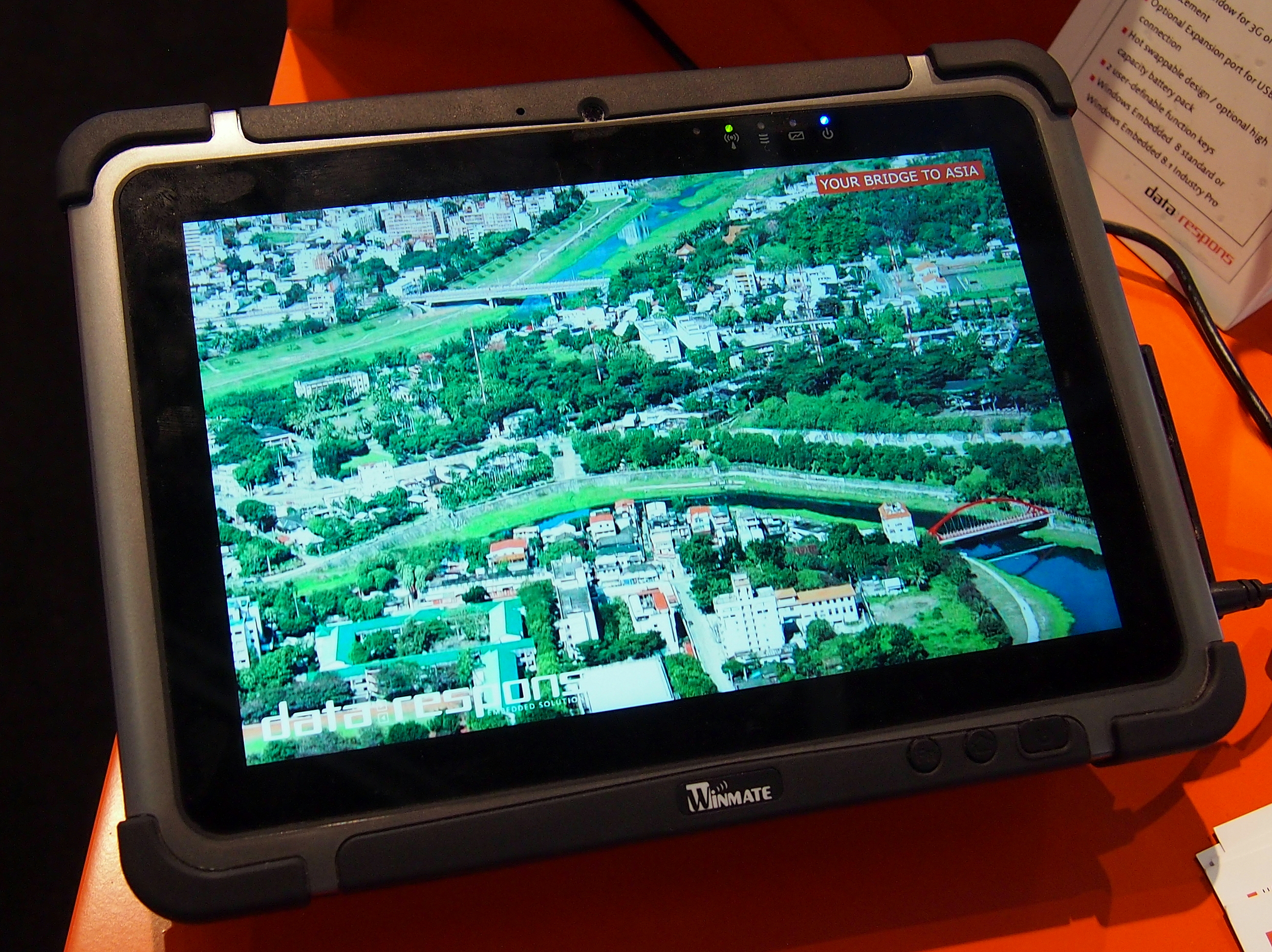
러그드 컴퓨팅 태블릿

러그드 컴퓨터(rugged computer)는 강한 진동, 극한의 온도, 습하거나 먼지가 많은 환경 등 열악한 사용 환경 및 조건에서 안정적으로 작동하도록 특별히 설계된 컴퓨터이다. 이러한 제품은 처음부터 외부 하우징뿐만 아니라 내부 부품 및 냉각 장치에서도 이러한 조건으로 대표되는 거친 사용 유형에 맞게 설계되었다.
러그트 랩톱, 태블릿 PC 및 PDA의 일반적인 환경은 공공 안전, 현장 판매, 현장 서비스, 제조, 소매, 의료, 건설, 운송/유통 및 군대이다. 그들은 농업 산업과 개인이 야외 레크리에이션 활동을 위해 사용한다.

## 같이 보기
- IP 등급
- MIL-STD-810
- 모바일 컴퓨팅
- 휴대용 컴퓨터
- 19인치 랙
- 터프북